# Lugo di Vicenza
Lugo di Vicenza es un municipio italiano de 3.706 habitantes de la provincia de Vicenza (región del Véneto).

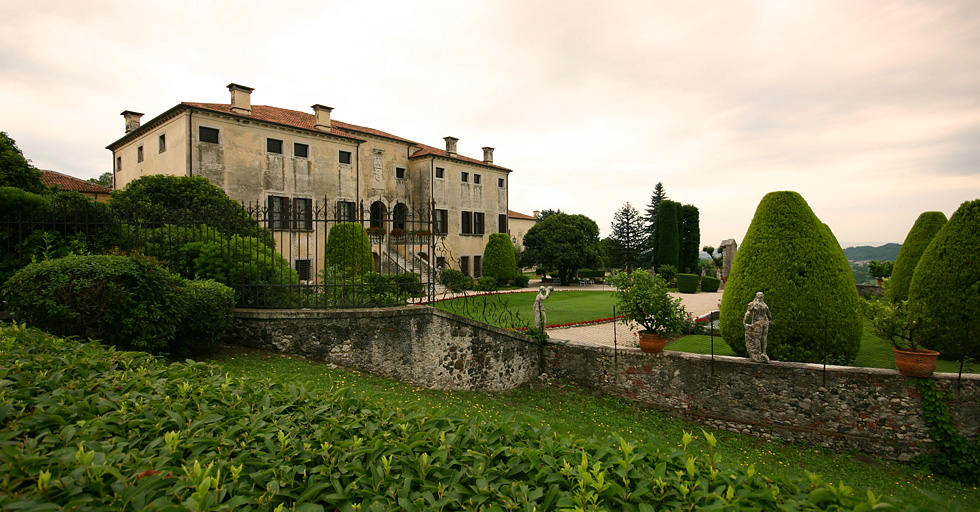
Villa Godi de Andrea Palladio, en la localidad de Lonedo.

Lugo es una de las localidades interesadas en los acontecimientos humanos e históricos que se desarrollaron entre el siglo XI y el XIII y de numerosas propiedades que tuvieron como protagonistas a varios componentes de la familia de los Ezzelini. 
El mayor lugar de interés del municipio es la Villa Godi, que se encuentra en la localidad de Lonedo, una de las villas palladianas declaradas Patrimonio de la Humanidad por la Unesco.
Lugo di Vicenza está hermanada con Ostra Vetere  Italia

## Evolución demográfica
| Gráfica de evolución demográfica de Lugo di Vicenza entre 1861 y 2001 |
|                                                                       |
| Fuente ISTAT - elaboración gráfica de Wikipedia                       |